# 蒙马罗
蒙马罗（法語：Montmarault，法語發音：[mɔ̃maʁo]），法国中部市镇，位于奥弗涅-罗讷-阿尔卑斯大区阿列省，隶属于蒙吕松区，其市镇面积为9平方公里，2022年1月1日时人口数量为1,522人，在法国城市中排名第6,887位。
蒙马罗位于阿列省西南部，是一个区域性的交通枢纽，A71高速公路、A79高速公路和多个方向的省道在此交汇。

## 地名来源
根据当地官方网站的论述，“Montmarault”一名最初于公元12世纪时以“Mons Smaragdi”的形式被记载，其名称来源尚有待考证。
蒙马罗所处区域历史上曾通行奥克语奥弗涅方言，“Montmarault”对应的奥克语拼写为“Montmaraut”。

## 历史
蒙马罗的早期历史尚不清楚。根据当地官方网站的论述，一条古罗马时期建成的道路由蒙马罗通过。中世纪时，蒙马罗已形成聚落，但尚无确切市镇宪章的记载。1687年，蒙马罗庄园领地建立，成为波旁行省的一部分。法国大革命后，蒙马罗成为阿列省的一个市镇。工业革命期间，一条地方窄轨铁路曾由此通过，被称为“Tacot”。19世纪中期，卡缪家族（famille Camus）在蒙马罗建成了一处城堡。20世纪中后期，得益于公路的建设，蒙马罗成为一个公路枢纽，当地出现了多处餐饮及游客接待设施。1972年，经过蒙马罗的铁路线被废弃，部分设施被私人收购，并改建为阿列省铁路博物馆向游客开放。

## 地理

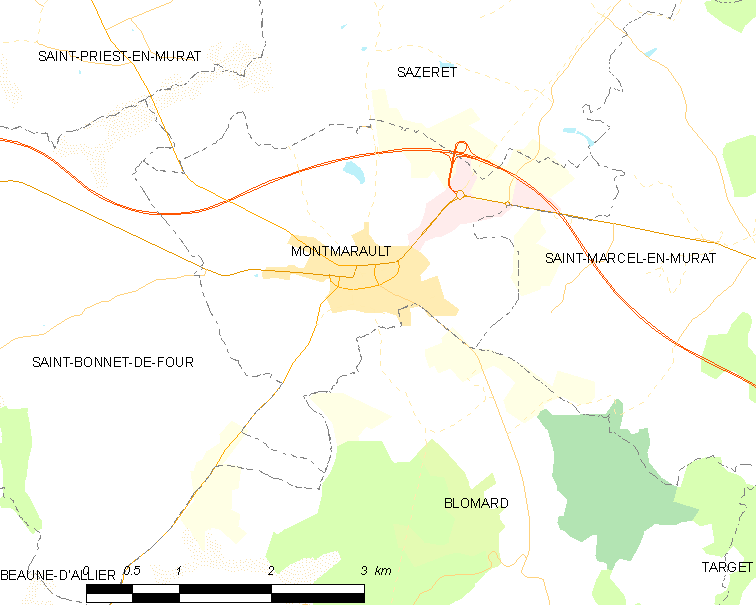
蒙马罗市镇范围地图

蒙马罗位于法国中部，奥弗涅-罗讷-阿尔卑斯大区西北部和阿列省南部，距离省会穆兰大约45公里。与蒙马罗接壤的市镇包括：布洛马尔、圣博内德富尔、圣马塞尔昂米拉、萨兹雷。

### 地形
蒙马罗位于法国中央高原北部边缘地带，境内以浅丘和平原为主，市镇中心位于一处地势较为平坦的高地上，全境海拔在394到498米之间。

### 水文
蒙马罗位于卢瓦尔河流域范围内，勒永河（Le Reuillon）发源于蒙马罗市镇范围内，其河流上端被人工水坝拦截，形成马泽利耶湖（Étang de Mazelier）。

### 植被
蒙马罗属于温带阔叶混交林区，当地林地较少，散落分布于市镇范围内的部分街区。
在鲜花城市的评比中，蒙马罗被评为1星级鲜花城市。

### 气候
蒙马罗在柯本气候分类法中属于温带海洋性气候。

## 行政区划
蒙马罗的市镇编号为03186，邮政编号为03390。
在行政管理方面，蒙马罗隶属于法国奥弗涅-罗讷-阿尔卑斯大区阿列省蒙吕松区；在地方选举方面，蒙马罗隶属于科芒特里县，其市镇范围全境被划入阿列省第二选区；在社会管理方面，蒙马罗是科芒特里-蒙马罗-内里市镇公共社区的组成部分。
法国国家统计与经济研究所（简称）在进行数据统计时，未将蒙马罗划入任何城市核心区、城市区以及城市辐射区（）内。此外，还将蒙马罗市镇整体看作一个“块区”（IRIS），以便于统计人口分布情况。

## 交通

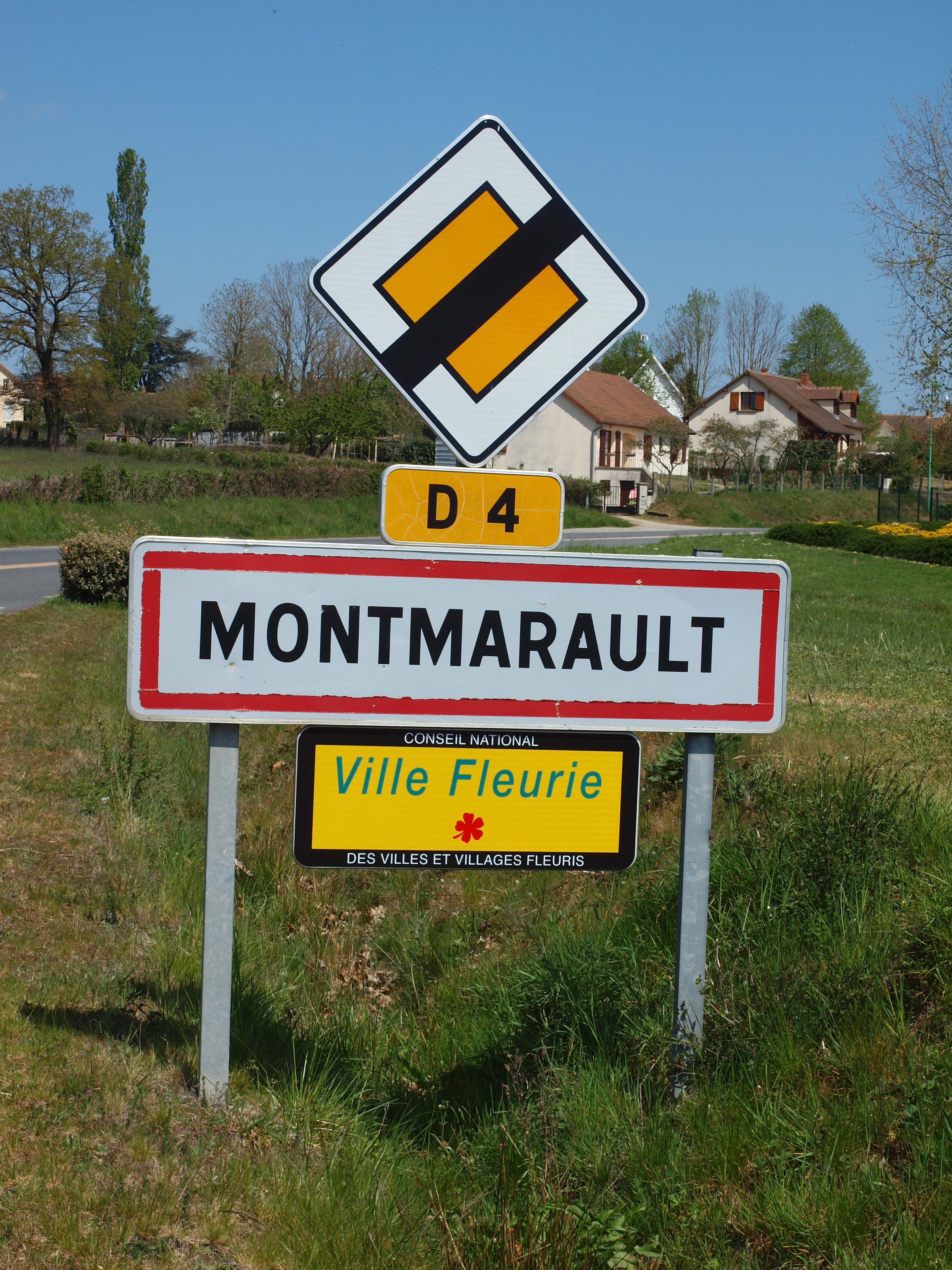
蒙马罗入城路牌

### 公路
蒙马罗是法国中部的一个区域性公路枢纽，A71高速公路、A79高速公路和阿列省省道D4线、D16线、D68线、D108线和D2371线在蒙马罗境内交汇，奥弗涅-罗讷-阿尔卑斯大区下属的城际客运提供巴士线路，可前往周边部分市镇。
2018年，58.6%的蒙马罗家庭拥有至少一辆私人汽车。2018年，蒙马罗境内共发生各类交通事故2起，造成5人受伤。
| 11 | 2 |

| 穆兰 | 45 |

| 蒙吕松 | 30 |

| 锡乌勒河畔圣普尔桑 | 28 |

### 铁路
距离蒙马罗最近的运营中的客运铁路车站为位于科芒特里－加纳铁路上的拉佩鲁斯站。该站停靠往返于克莱蒙费朗和蒙吕松一线的区域列车。

### 航空
距离蒙马罗最近的民用航空站为克莱蒙费朗机场，距离蒙马罗市中心的公路里程约74公里。

### 城市公共交通
截至2022年8月，蒙马罗暂无城市公共交通系统。

## 政治
蒙马罗的现任市长为迪迪埃·兰德龙先生（Didier LINDRON），他是一名无党派人士，在2020年的市政选举中获得了57.07%的支持率。
在2022年的法国总统大选中，法国国民阵线主席玛丽娜·勒庞在蒙马罗获得了53.1%的支持率。

## 人口
2019年，蒙马罗市镇人口数量为1,524，在法国排名第6,887位。其中男性703人，女性821人，75岁及以上人口占17.5%，外籍人口数量为150人，人口密度为169人/平方公里，当地居民被称为（男性）或（女性）。2020年，蒙马罗境内出生18人，死亡人口43人。
| 蒙马罗1901年－2019年人口变化情况 |
|                                  |
| 数据来源：Cassini、INSEE         |

## 经济
蒙马罗是一个区域性的中心城市。截止2022年8月，蒙马罗市镇范围内共有各类用人单位（包含自雇）239家，平均历史为20年，均为中小型企业（PME），2022年6月至8月间，当地的经济活力指数为0。（财政）、（门锁）、（酒店）是当地2021年营业额最高的三个企业，分别为11,218,894欧元、1,382,512欧元和592,935欧元。

## 财政与居民收入
2020年，蒙马罗的财政收入总额为1,742,110欧元，财政支出总额为1,462,590欧元，当年的债务总额为2,353,140欧元。2021年，蒙马罗市镇共获得213,364欧元的国家财政补助，比上一年增加了0.35%。
2020年，蒙马罗的人均月收入总额为1,415欧元，低于法国平均水平（2,303欧元）。
2018年，蒙马罗境内的青壮年（15至64岁）失业率为20.7%，当地39.6%的家庭拥有纳税资格，平均纳税1,238欧元，低于法国平均水平（3,910欧元）。

## 社会事务

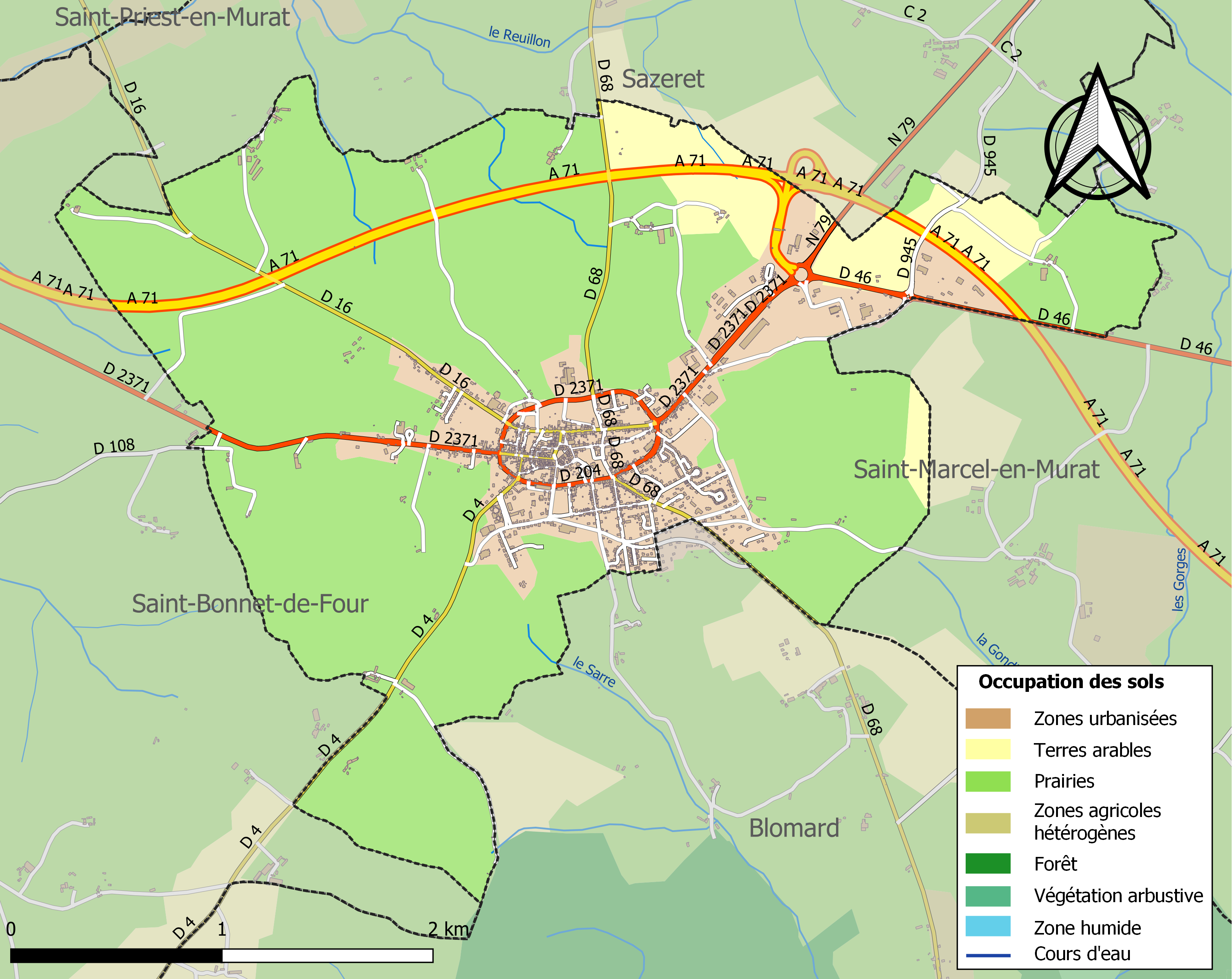
蒙马罗土地利用情况地图

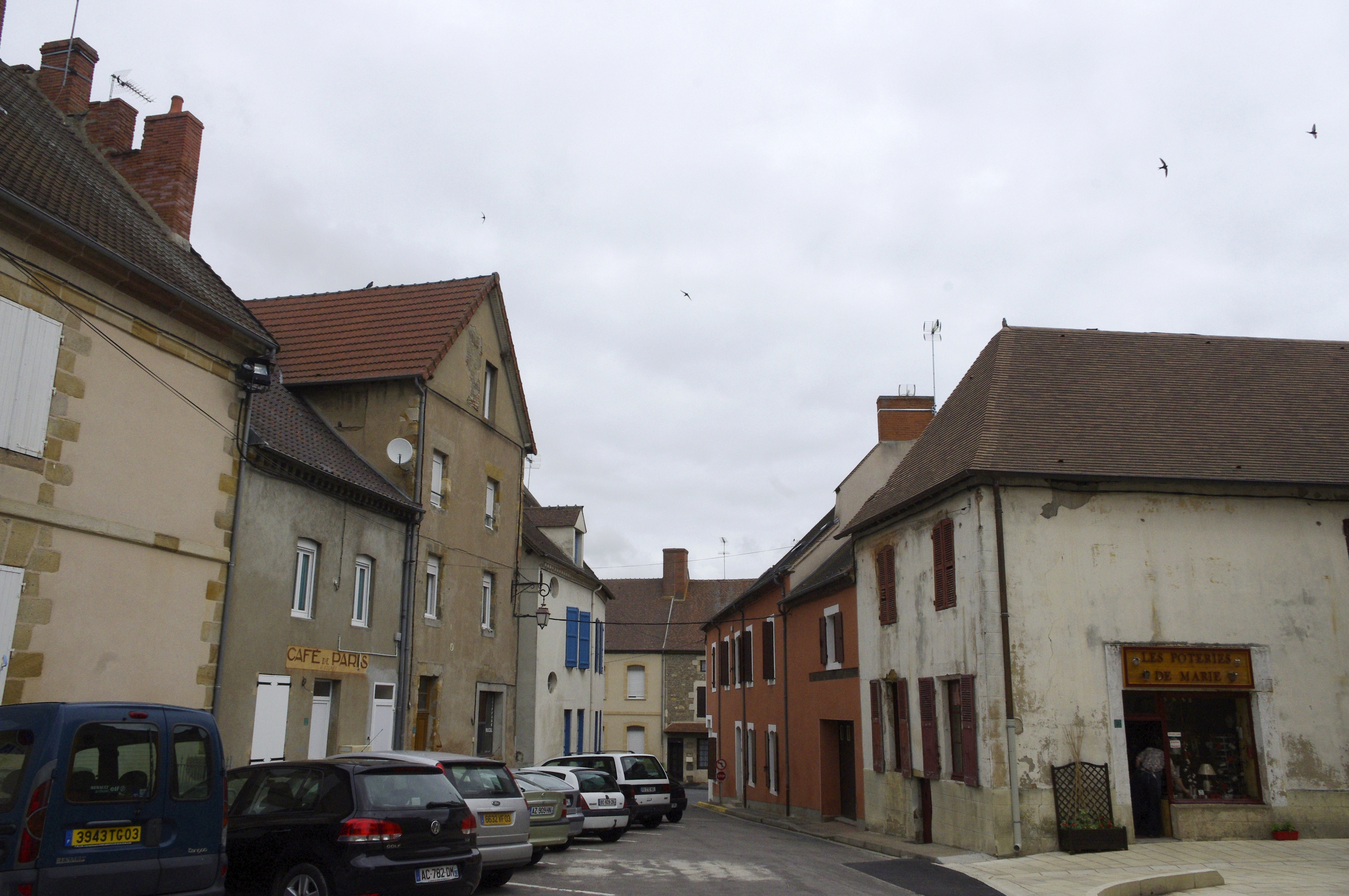
蒙马罗镇中心

### 教育
蒙马罗属于克莱蒙费朗学区。截止2020年1月1日，蒙马罗境内共有1所幼儿园、2所小学和1所初级中学。2018至2019学年度，蒙马罗境内共有在校中等教育阶段学生145名。

### 医疗
截止2020年1月1日，蒙马罗境内共有全科医生3名、保健师4名、牙医3名、护士5名和助产士1名。境内共有药房2家、养老院1家。
距离蒙马罗最近的区域性医疗机构为蒙吕松中心医院（Centre Hospitalier de Montluçon），其主病区位于蒙吕松市区，距离蒙马罗的正常车程约30分钟，该院设有床位396个，是当地规模最大的公立综合性医院。

### 住房
2018年，蒙马罗境内共有各类住房949套，其中80.3%为独立式居民区，19.4%为集中式居民区。常住房屋占蒙马罗市镇范围内居民建筑总量的76.6%。
在住房保障政策方面，2020年，蒙马罗境内共有165户家庭获得了住房经济补助，受益人数占总人口数量的10.8%，其中155份为房租补助。

### 商业
2019年，蒙马罗境内共有各类实体商铺63家，其中餐厅8家、大型超市1家、杂货店0家、面包房3家、肉铺2家、书店1家、装饰品店1家、银行门店3家、美容美发店4家、汽车维修店5家。市区东部建有一家家乐福超市。

### 体育
2020年，蒙马罗境内共有1家游泳池、1间体育馆、2处网球场、1处足球或橄榄球场以及1处篮球或排球场。
截至2022年8月，蒙马罗境内暂无注册足球俱乐部。

### 环境
蒙马罗的环境事务由其所属的科芒特里-蒙马罗-内里市镇公共社区联合各级政府协调负责。2019年，蒙马罗境内暂无污染企业。

### 治安
2019年，蒙马罗市镇范围内有1处宪兵队。
蒙马罗及其附近的共183个市镇是蒙吕松国家宪兵队（zone gendarmerie de Montluçon）的管辖范围。2020年，该宪兵队累计记录各类案件1,185起，其中盗窃类案件549起，经济类案件189起，毒品交易类案件64起。

## 文化

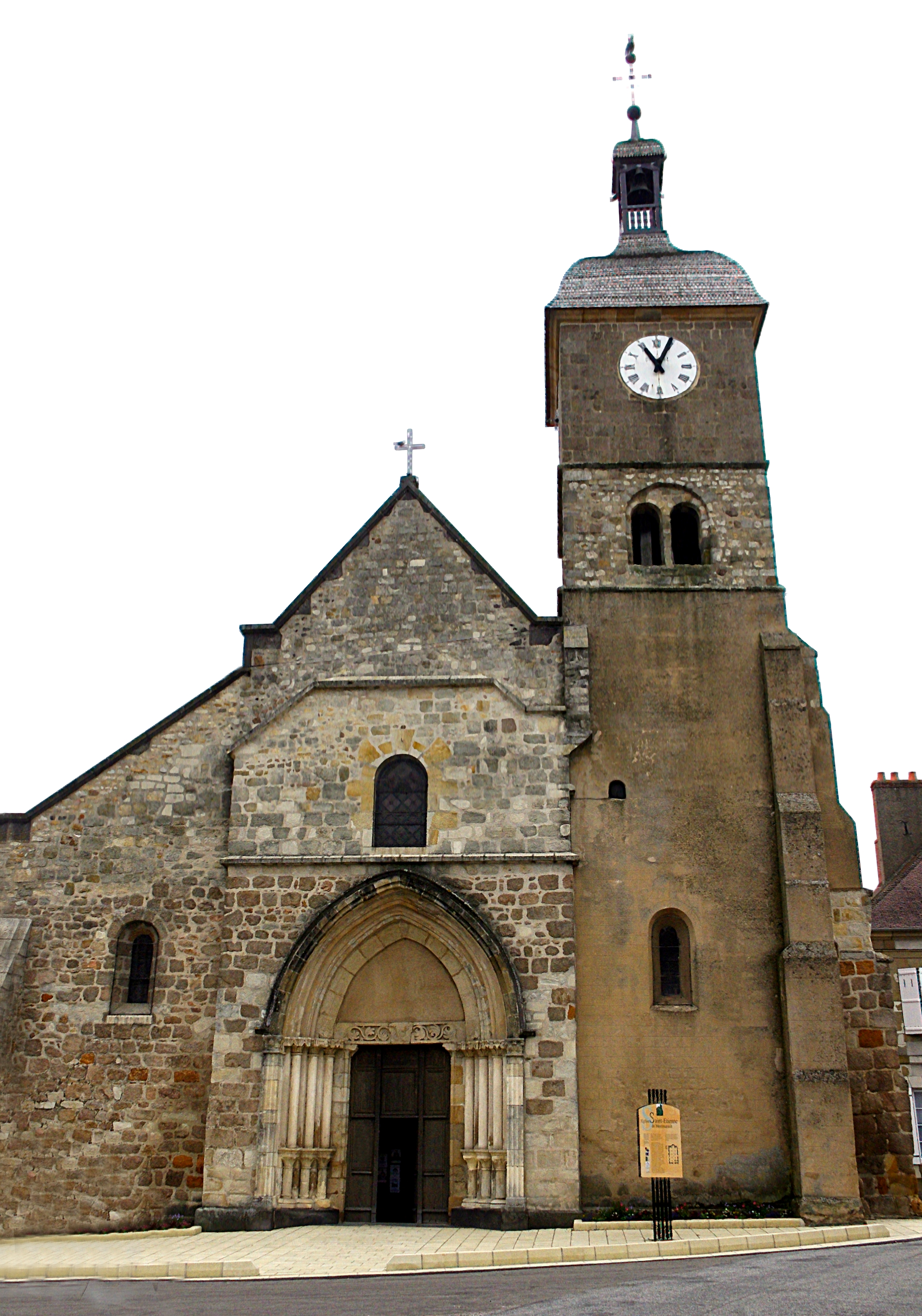
圣艾蒂安教堂

2020年，蒙马罗境内暂无任何文化设施。蒙马罗市政府提供多媒体中心，每周一、二、三、五、六向公众开放。

### 建筑
蒙马罗境内有多处历史建筑，其中镇中心的圣艾蒂安教堂（Église Saint-Étienne de Montmarault）是当地的地标性建筑物。

### 旅游
蒙马罗的旅游事务由其所属的科芒特里-蒙马罗-内里市镇公共社区负责。2021年，蒙马罗境内共有4家酒店共计86间房间。

### 媒体
法国主要的媒体均可在蒙马罗接收，法国电视三台下属的奥弗涅-罗讷-阿尔卑斯大区频道在部分时段播出蒙马罗所属区域的地方新闻。《山地报》、蓝色法兰西奥弗涅地区广播、震动广播、Scoop广播等是当地主要的地方性媒体。

## 相关人物
法国企业家埃米尔·迪兰出生于蒙马罗。

## 友好城市
截至2022年8月，蒙马罗暂未建立任何友好城市关系。